# 구마가야시
구마가야시(일본어: 熊谷市)는 일본 사이타마현 북부에 있는 시이다. 인구는 약 19만 명으로 사이타마현 북부 지역의 중심 도시이다.

## 개요
에도 시대에 현재의 군마현, 나가노현, 기후현을 경유하여 에도와 교토를 잇는 나카센도(中山道)의 역참 마을로 발전해 왔으며, 현재도 조에쓰 신칸센의 역이 있고 국도 8호선이 지나는 등 교통의 거점 역할을 하고 있다.
2005년 10월 1일에 인접하는 메누마정(妻沼町), 오사토정(大里町)과 통합하여 새로운 구마가야시가 발족했다.

## 인구
| 연도 | 인구    | ±%     |
| ---- | ------- | ------ |
| 1950 | 126,910 | —      |
| 1960 | 134,508 | +6.0%  |
| 1970 | 156,955 | +16.7% |
| 1980 | 178,610 | +13.8% |
| 1990 | 200,246 | +12.1% |
| 2000 | 206,446 | +3.1%  |
| 2010 | 203,180 | −1.6%  |
| 2020 | 194,415 | −4.3%  |

## 지리
사이타마현 북부, 아라카와강 선상지의 동쪽 가장자리에 위치한다. 도쿄 도심에서 60km, 사이타마시에서 45km 떨어져 있다.

### 강
- 도네강
- 아라카와강

### 인접한 자치체
- 사이타마현
  - 고노스시
  - 교다시
  - 후카야시
  - 히가시마쓰야마시
  - 히키군
    - 나메가와정
    - 란잔정
    - 요시미정
- 군마현
  - 오라군
    - 오이즈미정
    - 지요다정

  - 오타시

### 기후
일본에서 여름에 가장 더운 지역 중 하나로 유명하다. 이는 도쿄와 현 서쪽의 지치부 분지에서 불어오는 아주 더운 바람이 원인이다. 도쿄 도심에서 해풍에 의해 강화된 여름 계절풍은 열섬현상에 의해 뜨거워진다. 또한 지치부 산지로부터 푄 현상이 발생한다. 이 두 바람은 오후 2시에 도시 위에서 모인다. 2007년 8월 16일에 도시의 기온은 40.9°C를 기록해 74년 만에 일본 역대 최고 기온 기록을 깼다.
| 구마가야시의 기후                                            | 구마가야시의 기후 | 구마가야시의 기후 | 구마가야시의 기후 | 구마가야시의 기후 | 구마가야시의 기후 | 구마가야시의 기후 | 구마가야시의 기후 | 구마가야시의 기후 | 구마가야시의 기후 | 구마가야시의 기후 | 구마가야시의 기후 | 구마가야시의 기후 | 구마가야시의 기후 |
| 월                                                           | 1월               | 2월               | 3월               | 4월               | 5월               | 6월               | 7월               | 8월               | 9월               | 10월              | 11월              | 12월              | 연간              |
| ------------------------------------------------------------ | ----------------- | ----------------- | ----------------- | ----------------- | ----------------- | ----------------- | ----------------- | ----------------- | ----------------- | ----------------- | ----------------- | ----------------- | ----------------- |
| 역대 최고 기온 °C (°F)                                       | 23.0 (73.4)       | 27.0 (80.6)       | 26.9 (80.4)       | 32.7 (90.9)       | 36.2 (97.2)       | 39.8 (103.6)      | 41.1 (106.0)      | 40.9 (105.6)      | 39.7 (103.5)      | 33.8 (92.8)       | 27.6 (81.7)       | 26.3 (79.3)       | 41.1 (106.0)      |
| 일평균 최고 기온 °C (°F)                                     | 9.8 (49.6)        | 10.8 (51.4)       | 14.3 (57.7)       | 19.9 (67.8)       | 24.6 (76.3)       | 27.1 (80.8)       | 30.9 (87.6)       | 32.3 (90.1)       | 27.9 (82.2)       | 22.1 (71.8)       | 16.8 (62.2)       | 12.0 (53.6)       | 20.7 (69.3)       |
| 일일 평균 기온 °C (°F)                                       | 4.3 (39.7)        | 5.1 (41.2)        | 8.6 (47.5)        | 13.9 (57.0)       | 18.8 (65.8)       | 22.3 (72.1)       | 26.0 (78.8)       | 27.1 (80.8)       | 23.3 (73.9)       | 17.6 (63.7)       | 11.7 (53.1)       | 6.5 (43.7)        | 15.4 (59.7)       |
| 일평균 최저 기온 °C (°F)                                     | −0.4 (31.3)       | 0.3 (32.5)        | 3.6 (38.5)        | 8.6 (47.5)        | 13.9 (57.0)       | 18.3 (64.9)       | 22.3 (72.1)       | 23.3 (73.9)       | 19.7 (67.5)       | 13.7 (56.7)       | 7.2 (45.0)        | 1.8 (35.2)        | 11.0 (51.8)       |
| 역대 최저 기온 °C (°F)                                       | −10.5 (13.1)      | −11.6 (11.1)      | −8.7 (16.3)       | −4.5 (23.9)       | 0.3 (32.5)        | 7.8 (46.0)        | 11.8 (53.2)       | 13.0 (55.4)       | 8.4 (47.1)        | 0.5 (32.9)        | −4.0 (24.8)       | −9.8 (14.4)       | −11.6 (11.1)      |
| 평균 강수량 mm (인치)                                        | 36.5 (1.44)       | 32.3 (1.27)       | 69.0 (2.72)       | 90.7 (3.57)       | 115.1 (4.53)      | 149.5 (5.89)      | 169.8 (6.69)      | 183.3 (7.22)      | 198.2 (7.80)      | 177.1 (6.97)      | 53.5 (2.11)       | 30.9 (1.22)       | 1,305.8 (51.41)   |
| 평균 강설량 cm (인치)                                        | 7 (2.8)           | 7 (2.8)           | 1 (0.4)           | 0 (0)             | 0 (0)             | 0 (0)             | 0 (0)             | 0 (0)             | 0 (0)             | 0 (0)             | 0 (0)             | 1 (0.4)           | 16 (6.3)          |
| 평균 강수일수 (≥ 0.5 mm)                                     | 3.6               | 4.6               | 8.4               | 9.6               | 10.8              | 13.5              | 13.5              | 11.4              | 12.7              | 10.5              | 6.3               | 4.1               | 109.0             |
| 평균 강설일수                                                | 6.0               | 5.5               | 3.4               | 0.2               | 0.0               | 0.0               | 0.0               | 0.0               | 0.0               | 0.0               | 0.1               | 2.6               | 17.7              |
| 평균 상대 습도 (%)                                           | 53                | 52                | 55                | 60                | 64                | 73                | 76                | 74                | 75                | 71                | 65                | 58                | 65                |
| 평균 월간 일조시간                                           | 217.0             | 199.8             | 203.2             | 197.1             | 192.0             | 133.9             | 146.0             | 169.3             | 131.6             | 144.1             | 171.6             | 200.9             | 2,106.6           |
| 출처: 일본 기상청 (평년값: 1991년~2020년, 극값: 1896년~현재) |                   |                   |                   |                   |                   |                   |                   |                   |                   |                   |                   |                   |                   |

## 역사
고훈 시대에는 나카조 지구의 나카조 고분군 등 하천의 자연 제방 위 등 미고지를 이용하여 고분군이 형성되었다. 나카조 고분군의 가나기히가시 고분은 일본 국가중요문화재로 지정되어 있는 토기 단갑 무인의 출토지로 알려져 있다.
고대 무사시국(武蔵国) 오사토군(大里郡)의 군가향(郡家郷, 구케고(ぐうけごう), 구시타(久下), 사가타(佐谷田) 부근), 야기이(楊井郷), 오쇼(御正), 요시오카(吉岡), 오아소(大麻生) 부근의 땅이다. 고대부터 근세까지의 구마가야시 지역은 위의 오사토군 외에 하타라군, 사이타마군, 오스마군까지 포함한다. 후카가야시와의 경계 부근에는 하타군(幡羅郡)의 군아(郡役所) 터인 니시베쓰후(西別府) 유적・니시베쓰후(西別府) 제사(祭祀) 유적, 군사로 추정되는 니시베쓰후 폐사(西別府廃寺) 유적이 있다.
헤이안 시대에 친왕 임명 제도에 의해 간무헤이씨 고모치왕의 아들인 무라오카 고로(村岡五郎)가 이 지역(무사시국 무라오카)으로 내려와 지역 호족을 통해 토착화되어 사카토헤이씨로 대표되는 간토의 헤이시(미우라시, 지바시, 지치부시, 가마쿠라시, 오쿠라씨, 나카무라시, 나카무라시, 가지와라시, 나가오시, 산다시, 쓰히시, 쓰치야시, 기지와라시, 가지와라시, 나가에시, 오와라시, 무라오카시, 마타노시, 하타타야마시, 가와고에시, 에도가시, 도시마오시, 가사이시, 이나메시, 시부야시 등) 시조라는 설도 있다(다만 여러 설이 있음).
중세에는 구마가야시를 비롯해 구사카시, 나라시 등 많은 무사단이 일어났다. 특히 지승・수에이의 난(겐페이 전투) 때의 구마가야 나오미(熊谷直実)가 유명하며, 구마가야시의 성씨도 지명의 구마가야에서 유래되었다.
에도 시대에 이 지역은 시노비번령, 막부령, 기모토령이 복잡하게 얽혀 있었다. 또한 중산도의 역참인 구마가야주쿠가 놓였다.
메이지 시대에 접어들어 폐번치현이 실시되어 이리마현과 군마현의 합병으로 성립된 구마가야현의 현청 소재지가 되어 지역의 중심 도시로 발전했다. 메이지 시대 이후 구마가야 주변의 주요 지주, 지정 임직가는 동부(사가타, 나리타)의 노하라 가문, 바바 가문, 서부(미시리, 가고하라)의 고바야시 가문, 쓰쿠이 가문, 남부(요시오카)의 구로다 가문, 북부(나라, 나카조)의 이시사카 가문, 야마시타 가문, 현 미나미가와라 지구의 무쿠다 가문, 오오와타 지구의 하라시마의 기요미즈 가문 등을 꼽을 수 있다. 이후 이들 명문가에서는 국회의원과 시장, 지역 요직자, 문화인, 교육자 등이 배출되었다. 예를 들어 이시사카 요헤이(石坂養平)와 구로다 가이노스케(黒田海之助)도 포함된다.
- 1945년 8월 14일 자정~15일 새벽 - 구마가야 공습으로 종전 전날 밤 시내의 약 3/4이 소실되는 대규모 공습이 있었다.
- 1946년 3월 28일 - 쇼와 천황의 전후 순행이 치러졌다. 천황이 구마가야 우체국 전화부, 구마가야 중학교에 행차하였다.
- 1948년 - 제1회 구마가야시 성인식이 거행되어 '오쿠마가야 부흥 불꽃놀이'가 개최되었다.
- 1951년 - 학교 급식 시작
- 1956년 - 공공하수도 사업 개시
- 1960년 - 기타다이도리 완성
- 1965년 - 시민회관(중앙 공민관) 준공
- 1966년 - 학교급식센터 운영 개시
- 1967년 - 사이타마 전국체전(제22회 전국체전) 일부 경기 개최
- 1969년 - 신아라카와 대교 개통
- 1971년 - 아카기산의 집 개설, 시민 수영장 개장
- 1973년 - 새로운 시청 건물이 완공되었다. 시민헌장, 시의 꽃과 나무(당시) 제정.
- 1979년 - 문화센터 준공
- 1982년 11월 15일 - 조에쓰 신칸센 구마가야역이 개통.
- 1986년 - 중앙공원 개원
- 1988년 - 사이타마 박람회 개최. 그 자리는 구마가야 스포츠 문화공원으로 정비되었다.
- 1990년 - 구마가야 사쿠라제(熊谷桜堤)가 '벚꽃 명소 100선'에 선정됨.
- 1991년 - 제1회 '구마가야 벚꽃 마라톤 대회' 개최. '무사시토미요'가 현의 물고기로 선정됨.
- 1994년 - 벳푸누마 공원 개원, 아쿠아피아 준공.
- 2007년 8월 16일 - 일본의 역대 최고 기온 기록을 갱신함(섭씨 40.9도/화씨 105.62도, 기후현 다지미시와 함께)
- 2009년 4월 1일 - 특례시로 지정되었다.
- 2018년 7월 23일 - 일본 관측 사상 최고 기온인 41.1℃를 기록하였다.
- 2019년 - 2019 럭비 월드컵 일본 대회 개최 12개 도시 중 하나로 개최되었다.

### 행정 구역의 변천
- 1889년 4월 1일 - 정촌제 시행으로 오사토군 구마가야정이 성립하였다.
- 1933년 4월 1일 - 시로 승격해 구마가야시가 되었다.(현내에서는 가와고에시에 이어 두 번째로 시로 승격되었다, 가와구치시와 같은 날). 구마가야시 문장이 제정되었다.
- 1923년 10월 1일 - 오사토군 고이즈카촌을 편입하였다.
- 1927년 4월 1일 - 기타사이타마군 나리타촌을 편입하였다.
- 1932년 4월 1일 - 오사토군 오바타촌을 편입하였다.
- 1941년
  - 4월 1일 - 오사토군 사야다촌을 편입하였다.
  - 4월 10일 - 오아소촌, 다마노이촌, 구게촌을 편입하였다.
- 1954년
  - 4월 10일 - 기타사이타마군 나카조촌을 편입하였다.
  - 11월 3일 - 오사토군 벳푸촌, 나라촌, 미시리촌을 편입하였다.
- 1955년
  - 1월 1일 - 오사토군 요시오카촌을 편입하였다.
  - 9월 30일 - 기타사이타마군 오이촌을 편입하였다. (나머지는 교다시와 기타아다치군 후키아게정에 편입되었다.)
  - 10월 11일 - 같은 해 7월 20일 교다시(行田市)에 편입된 기타사이타마군 호시미야촌 중 이케카미-시모가와카미(下川上)가 분리되어 구마가야시에 편입되었다.
- 2005년 10월 1일 - (구) 구마가야시, 오사토군 메누마정, 오사토군, 오사토정이 합병해 새로운 구마가야시가 설치되었다. (신설 합병)
- 2007년 2월 13일 - 오사토군 고난정이 구마가야시에 편입되었다.

구마가야시 지역에 존재했던 각 지자체에 관해서는 각 항목을 참조할 것.

## 교통

### 도로
- 국도 제17호선
- 국도 제125호선
- 국도 제140호선
- 국도 제407호선
  - 메누마 휴게소

### 철도
- 동일본 여객철도
  - 조에쓰 신칸센·호쿠리쿠 신칸센: 구마가야역
  - 다카사키선: 구마가야역 - 가고하라역
- 지치부 철도
  - 지치부 본선: 구마가야역 - 가미쿠마가야역 - 이시와라역 - 히로세야초노모리역 - 오아소역

## 자매 도시
- 뉴질랜드 인버카길